# フォルヒ
フォルヒ・ギターズ (FURCH GUITARS) は、チェコ共和国のギターメーカー。

## 来歴
ギターリストとしてブルーグラスを演奏していたフランティセク・フォルヒ (Frantisek Furch) が、1981年に自分と数名の友人のためにギターを製作したことからはじまる。当時チェコ・スロバキアは、共産主義体制下であり、西側の輸入品のギターは高価で一般人には手の届かないものであった。またギターメーカーとして起業する事自体が違法行為であり、自宅のガレージ程度のごく小規模なスペースで密かに製作・販売していたという。
初めて製作したアコースティックギターは、成型の容易さからオベーションのような樹脂製のボウル形状のボディバックを持っていた。その後は試作と検証を繰り返しながら徐々に品質を高め、プロ・アマ問わず地元プレイヤーの高い評価を得るまでになる。そして1989年から93年にかけての民主化ののちチェコ共和国となり、その93年時点で20名ほどのスタッフを抱えるギターメーカーになっており、本格的に市場へと参入する事となる。以降は隣国ドイツへの輸出開始からヨーロッパ各国への広がりを見せる。日本では2003年より株式会社エム・プロダクト スタジオエムが正規輸入代理店として販売を行っている。
1. 順反り・逆反り両方に対応するダブルアクショントラスロッド。
2. トラスロッドを覆うカーボン製チューブは、ネックの剛性を飛躍的に高め、不規則なネックの反りを抑制し、トラスロッドの効果を補助する。
3. ネックの取り付け角度を正確に保持し続け、弦振動の伝達効率を向上させる特殊合金製ジョイントバーツ。

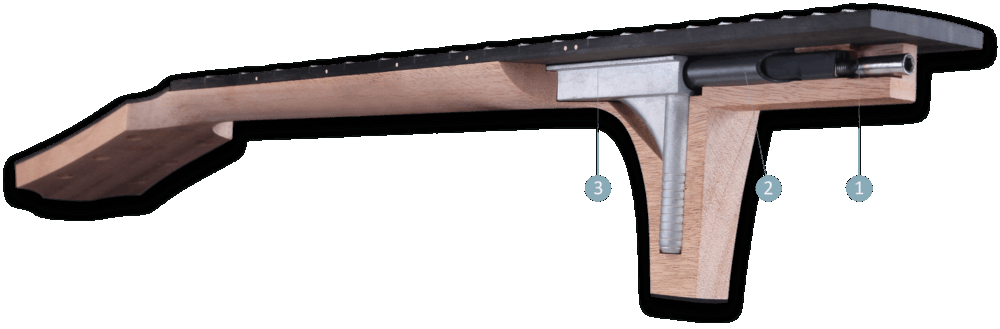
Furch CNR システム

2015年頃よりフランティセクから社長の座を引き継いだ実子のピーター・フォルヒ (Petr Furch) は、民主化後に育ったグローバルな世代である。従来からの熟練工による手作業の良さをいかしつつ、炭素繊維によって補強されたトラスロッドと軽量合金製のバーツをネックヒールに内蔵する革新的なネックジョイント方式CNR (Composite Neck Reinforce) システムや、極めて薄い塗装仕上げを可能にする紫外線硬化塗料の採用、近代的な工作機械の導入による品質の安定化など、新しい視点からフォルヒギターの更なる発展を推し進めている。

## ギターのデザインとラインナップ

### 2003年以降
中心的なシリーズである23シリーズを例に挙げると、見た目は華美な装飾はなく落ち着いた雰囲気を持っている。シンプルでクリーンなデザインに、ボディバインディングやペグボタンにべっ甲柄のプラスチックパーツを使用した雰囲気は、伝統的なクラシックギターから少なからず影響を受けているためである。
さらに上位シリーズでは、ウッドバインディングやアバロン貝によるインレイなどが施されるモデルが用意されており、プレミアム感が高くなる。それでも派手さはなくシックなデザインバランスが保たれる。最上位の25シリーズは、日本市場向けにスタジオエムが企画した商品であり、実際にそのオーダーの通り製作したフォルヒがそのデザイン性の良さを気に入り、日本だけでなくレギュラーラインナップに加える事になったという逸話がある。
33 34 35という30番台のシリーズは、アメリカン・ヴィンテージギターの手法に倣ったフォルヒ流のギターである。スクエアなヘッドストックや、オープンギヤのペグ、ダイヤモンド＆キャッツアイのポジションマーク、ヘリンボーンとアイボリーのバインディングといった外観となっている。塗装は、一旦艶出しに仕上げられた後、手作業で半分ほど艶を落とし、使い込んだ風合いの外観を醸し出す独特の仕上げを採用している。

### 2018年以降

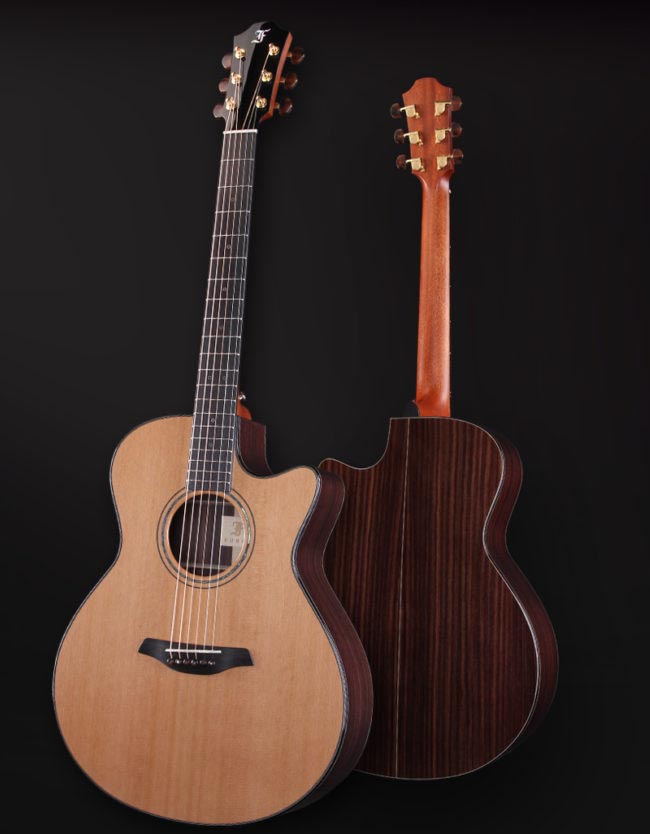
代表的なモデルのひとつ Yellow Gc-CR

2018年に大幅なラインナップ改変が行われ、これまでのナンバリングによるシリーズを廃止し、カラーによるシリーズ名に変更された。「数字がシリーズの上位・下位を表すというイデオロギーを無くし、各シリーズには個別の魅力があり、それを求めるプレイヤーにとってはベストな選択であって欲しい。」という思いからだという。
例えば前述の23シリーズは、デザインをほとんど変えずにYellowシリーズとして引き継がれいる。また、上位シリーズでは、アバロン貝などを使用した華やかな装飾よりは、美しい木目を持つ木材の組み合わせによって表現される落ち着いたデザインにシフトしている。
ピックアップを標準搭載し、ステージ用ギターとして高められたGreenシリーズ。スチール弦のネック形状をそのまま採用し、持ち替えても違和感のないナイロン弦のギターGrand Nylonシリーズ。ネックを取り外してボディ内に収納できるコンパクトなトラベルギターLittle Janeなども新たに登場した。

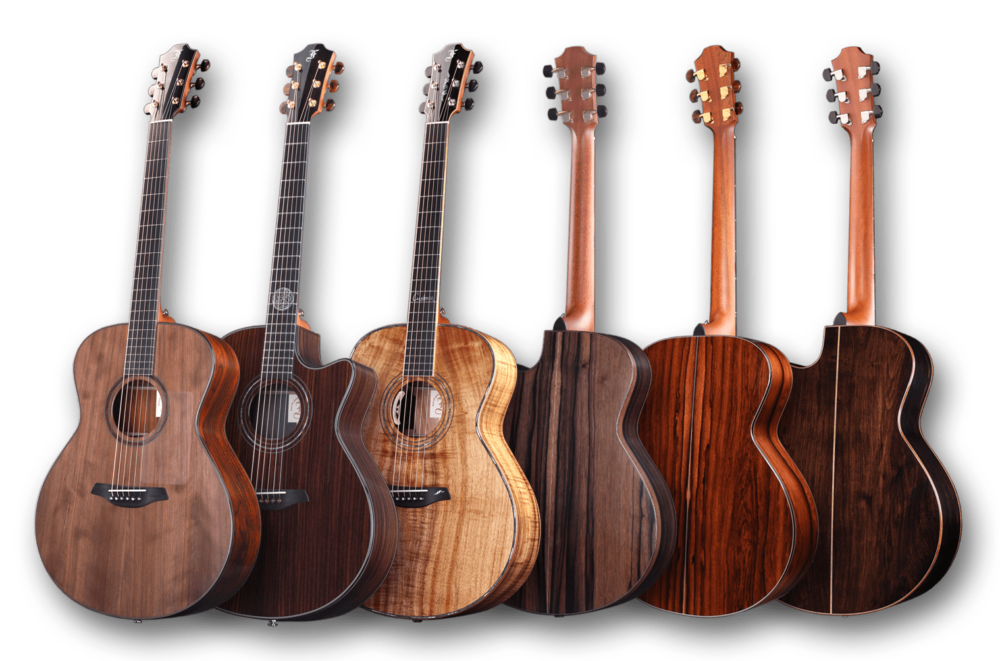
Rainbowシリーズ

さらに、カスタムオーダー専門のRainbowシリーズでは、ボディサイズ・トップ材・サイドバック材・指板＆ブリッジ材・バインディング・パフリング・ポジションマークやインレイなど、様々な項目を自由に組み合わせて理想の1本を作り上げることができる。

## モデル名の表記
2018年以降の現ラインナップについて解説する。
モデル名は、[シリーズをシリーズを表すカラー] [ボディサイズを表すアルファベット] [トップの木材] [サイドバックの木材] の順で表記される。
ボディサイズについては後述する。
各種木材を表すアルファベットは、シトカスプルース (S)、ウエスタンシダー (C)、イングルマンスプルース (E)、アルパインスプルース (L)、アディロンダックスプルース (A)、インディアンローズウッド (R)、マダガスカルローズウッド (G)、ココボロ (C)、ブラックウォルナット (W)、マホガニー (M) などがある。
例として「Yellow Gc-CR 」をあげると、Yellowシリーズ、Gサイズのカッタウェイボディ、シダートップ、インディアンローズウッドサイドバック となる。

## ボディサイズ
9種類のボディサイズが用意されており、各特徴を簡単に説明すると以下の通りである。
OOM-ダブルーオーエム

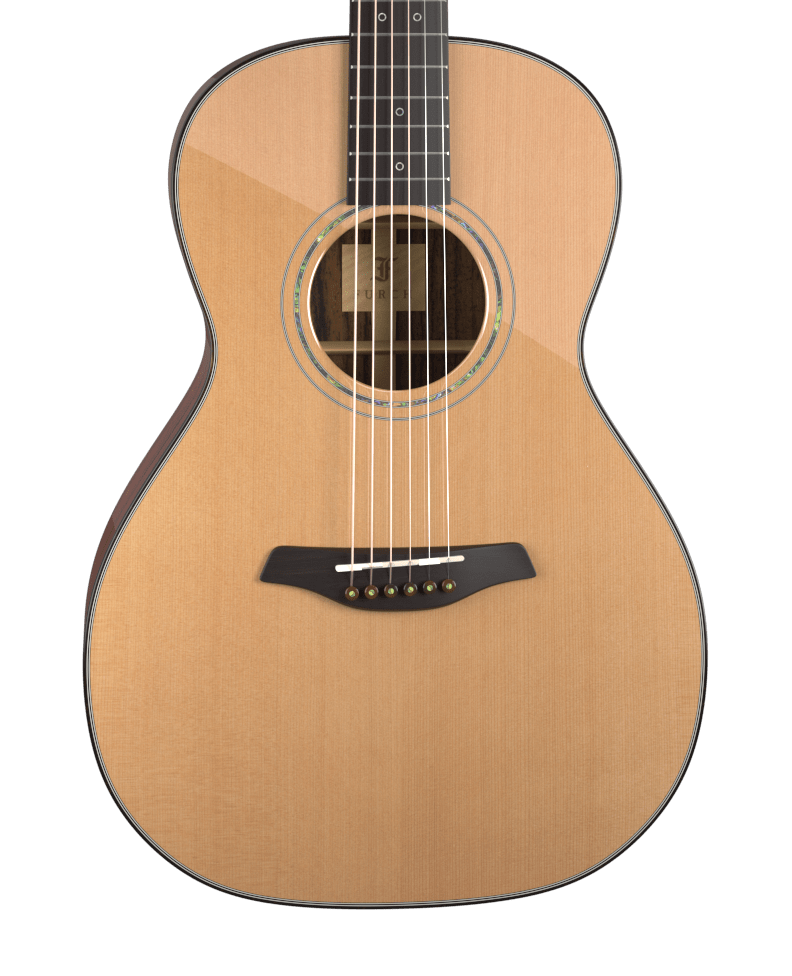
ダブルオーエム

 650mmのフルレングスのスケールを持つギターとしては最も小振りなボディ。12フレットジョイントのネックとブリッジの位置関係が生み出すサウンドは、サイズ感を超えた力強さと温かみが感じられる。それに伴いボディの中心に位置するブリッジが生み出す。
OM-オーケストラモデル

オーケストラモデル (カッタウェイ)

 小柄なボディのため、ピッキングから音の立ち上がりまでの反応が早くダイレクトな演奏感が得られる。またフィンガーピッキングなど入力が弱いプレイでも、ボディ全体を十分に鳴らし切れる。各弦・各フレットポジションにおいて均一な音量バランスで、指先のコントロールでサウンドに表情を付けたいプレイヤーに向いている。ディープボディやショートスケールというオプションも選択可能。
G-グランドオーディトリアム
OMより幅広で厚めのボディであり、ドレッドノートに次ぐボディサイズ。一般的にボディが大型化するほど中低音域が強調されたサウンドバランスとなるため、OMに比べてボリューム感の豊かな奥行きのある響きが得られる。フォルヒのラインナップでは中型のサイズとされ、演奏ジャンルやプレイスタイルを問わずに選ばれ、OMボディの反応の良さと後述するDボディのパワー感を良いバランスで求めるプレイヤーに向いている。
D-ドレッドノート
ドレッドノートは大型ボディのアコースティックギターでは代表的なスタイルである。特有の下腹に響くような低音が魅力である。ドレッドノートにこだわるプレイヤーは、この低音に魅了されている場合が多い。サイズとしては後述のRSと同程度であるが、Dのほうがより低音の強調されたサウンドバランスとなる。
RS-ラウンドショルダー

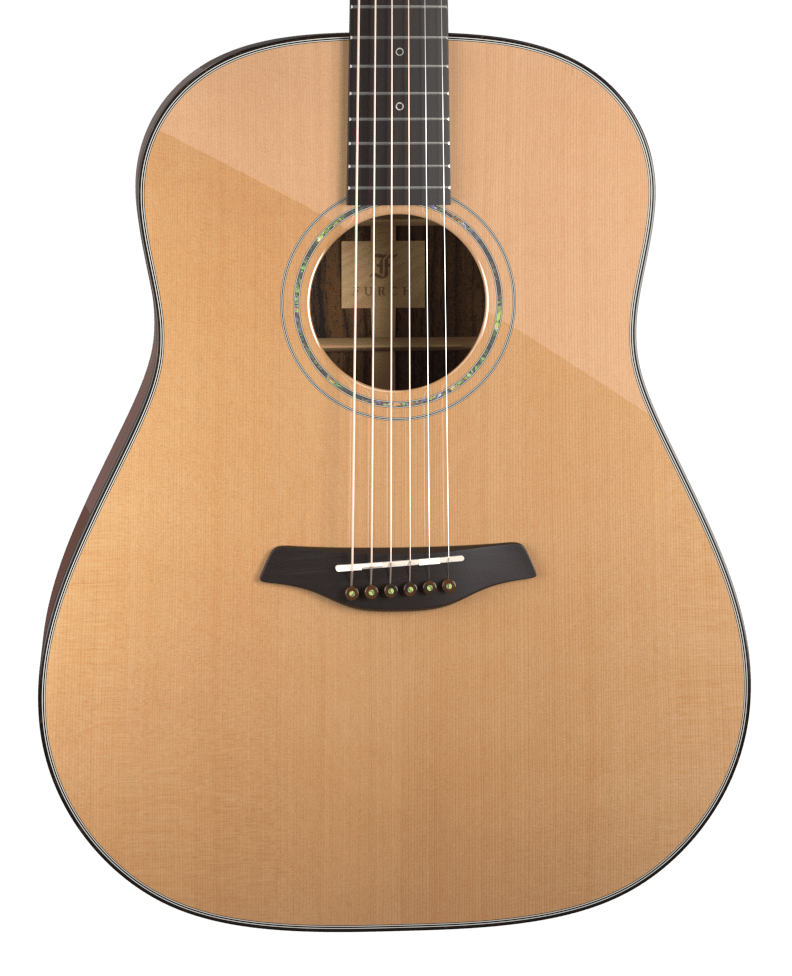
ラウンドショルダー

 ラウンドショルダーはドレッドノートと同等のボディサイズである。ラウンドショルダーのほうが音の立ち上がりや歯切れの良さが出し易く、パーカッシヴなリズムプレイにおいて迫力のあるサウンドを生み出す。
S-スーパージャンボ
幅広なジャンボボディ。余裕のサイズを生かした大きくクリアなサウンドが特徴であり、豊かな低音ときらびやかな高音が得られる、いわゆるドンシャリな傾向のキャラクターを持つ。ピックでの演奏においてもよどみなく響かせる事ができ、フィンガーピッキングでも強いタッチでクリアで豊かな音量を求めるプレイヤーに向いている。 (Rainbowシリーズでのみ選択可能)
GNc-グランドナイロン

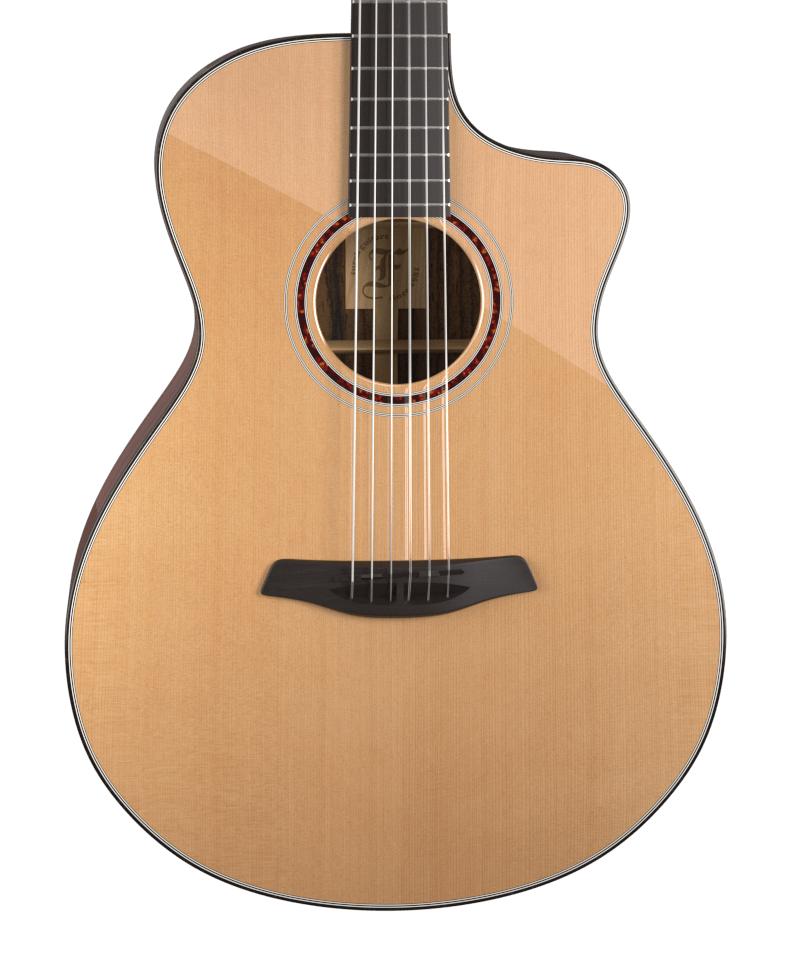
グランドナイロン

 ナイロン弦専用に開発されたボディ。フォルヒでは、いわゆるクラシックギターではなく、スチールギター奏者が持ち替えて演奏に違和感のないナイロンギターとして開発されている。カッタウェイボディの12フレットジョイントという仕様で、組み合わされるネックもスチールギターと同形状のナイロン弦としてはスリムな45mmナット幅となる。
GSc-グランドスチール
スチールギターからアレンジされて生まれたナイロンギター用のボディ (GNc) を、さらにアレンジして生まれたスチール弦専用ボディ。つまり「スチール生まれ、ナイロン育ちのスチールギター」である。OMとほぼ同サイズでありながら、ナイロン育ちのふくよかな響き方がある (Rainbowシリーズでのみ選択可能)。
Little Jane-トラベルギター

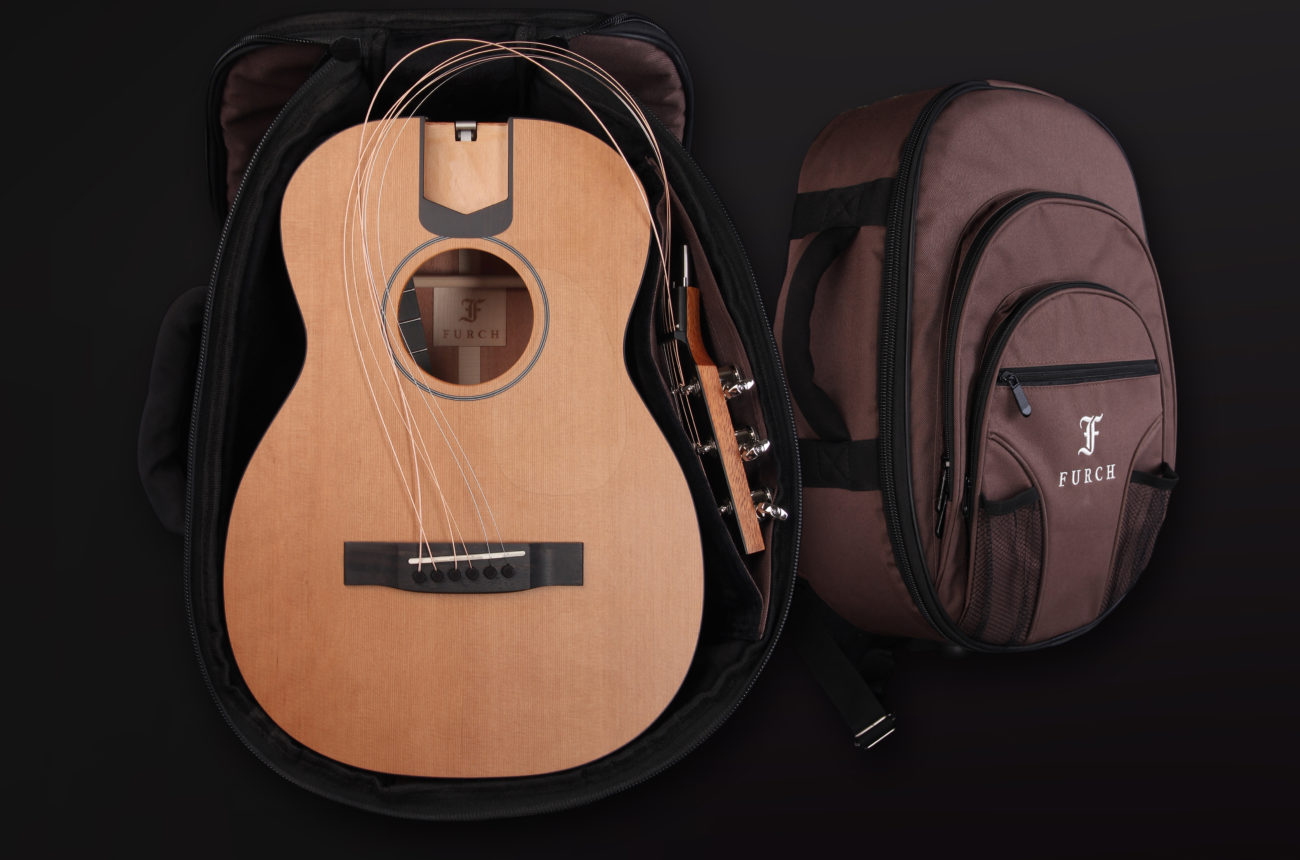
LJ10-CM

 ワンタッチでネックを取り外してボディ内に収納することで、コンパクトに運搬することができるトラベルギター。ロック式ペグの採用などにより、分解～組み立てを行っても弦のチューニングがある程度キープされ、すぐに演奏をスタートできる。デイパックのような形状のケースが付属する。旅好きのフランティセクが、「所有するハーレー・ダビッドソンでキャンプに出掛ける際に、バイク後部の収納ボックスに入るサイズのギターが欲しい。」という遊び心から生まれたギターである。

## その他
日本国内では2000年代に起こったアコースティックギターのインストゥルメンタル (ソロギター) ブームの影響や、カッタウェイボディやネック形状などが現代的なプレイスタイルにフィットした事から、日本での販売当初はソロギタープレイヤーを中心に注目された。のちに様々なジャンルのプレイヤーに広がりを見せた。
国内外を問わずプロミュージシャンにも愛用者が多く、日本国内では赤崎郁洋、Dr.K (徳武弘文)、池田聡、中川イサト、井上堯之、中西圭三、岡崎倫典、山本コウタロー、岸部眞明、UK (MOROHA)、山木将平、西村ケントなどが使用している。